# Aleksei Grigórievitx Orlov
El comte (des de 1762) Aleksei Grigórievitx Orlov-Txesmenski, rus: Алексе́й Григо́рьевич Орло́в-Чесменский (5 d'octubre [C.J. 24 de setembre] de 1737 – 5 de gener [C.J. 24 de desembre de 1807] de 1808) fou un militar i estadista rus, que va gaudir de gran protagonisme durant el regnat de Caterina la Gran.

## Família i primers anys
Aleksei va néixer a la noble família dels Orlov a Liubini, un poble situat a l'actual óblast de Tver el 5 d'octubre [C.J. 24 September] de 1737, com a fill de Grigori Ivànovitx Orlov, governador de Nóvgorod, i germà de Grigori Orlov.Va entrar al Regiment Preobrajenski a i el 1762 va assolir el rang de sergent. Es distingí durant la Guerra dels Set Anys i fou ferit a la batalla de Zorndorf. Era descrit com un gegant d'home, de més de dos metres d'alçada, i un famós duelista, amb una cicatriu a la galta.La cicatriu li feu guanyar el malnom de 'caratallada'.

## Participació en el cop de 1762
Juntament amb el seu germà Grigori, Aleksei Orlov va estar implicar en el cop del palau per enderrocar el tsar Pere III i situar la seva dona, Caterina, al tron rus. En el cop d'estat, que es va dur a terme el juliol de 1762, Aleksei va anar a trobar-se amb Caterina al Palau Peterhof i li va anunciar que "ha arribat el moment perquè regneu, senyora".Després la va conduir a Sant Petersburg, on els regiments de guàrdies d'allà li van proclamar la seva lleialtat. El tsar va ser arrestat i empresonat a Ropxa, sota la guàrdia d'Aleksei Orlov. Allà, Pere va morir en circumstàncies misterioses el 17 de juliol [C.J. 6 de juliol] de 1762. Existeix la creença popular que Orlov l'hauria assassinat, ja sigui per iniciativa pròpia o per ordre de Caterina. Un relat presenta Orlov donant-li vi enverinat a beure que va causar 
| « | ... flames [per descomptat] a través de les venes. Això va despertar la sospita de l'emperador deposat i es va negar a beure el següent got. Però van utilitzar la força, i ell es va defensar. En aquella horrible lluita, per sufocar els seus crits, el van llançar a terra i li van agafar la gola. Però es va defensar amb la força que prové de la desesperació final, i intentaren evitar ferir-lo. Van col·locar una corretja de fusell al coll de l'emperador. Aleksei Orlov es va agenollar amb les dues cames al pit i li va bloquejar la respiració. Va morir a les seves mans. | » |

Aparentment, Orlov hauria escrit una carta a Caterina després de la mort de Pere, on confessava que Pere havia estat assassinat en una baralla de borratxos amb un dels seus carcellers, Fiódor Bariatinski, i se n'atribuïa la culpa. L'autenticitat d'aquesta carta ha estat posada en dubte. La versió oficial anuncià que el tsar havia mort per un atac de còlics hemorroïdals.

## Servei sota Caterina II

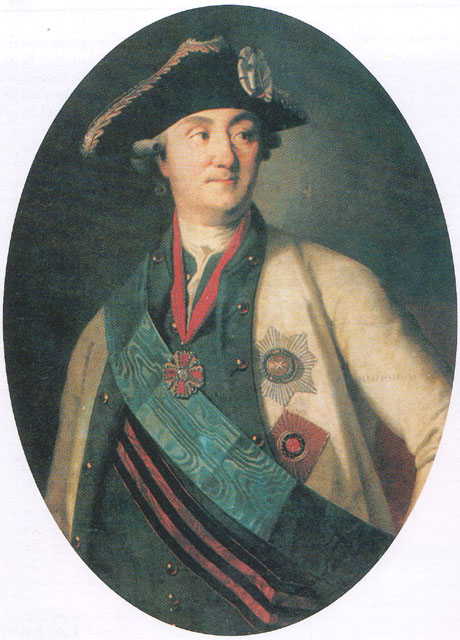
Retrat ovalat d'Aleksei Orlov per Carl-Ludwig Christinek, 1779

Els Orlov van ser recompensats després de l'accessió al tron de Caterina, i Aleksei va ser ascendit al rang de major general i se li va donar el títol de comte. Ell i el seu germà van rebre 50.000 rubles i 800 serfs. Orlov no va rebre una bona educació formal, no coneixia llengües estrangeres i els seus mals comportaments commocionaven les dones de la cort. Amb tot i això, va mantenir un interès per la ciència: patrocinà Mikhaïl Lomonóssov i Denís Fonvizin, i mantingué correspondència amb Jean Jacques Rousseau. Va ser un dels fundadors de la Societat Econòmica Lliure Imperial i el seu primer president escollit. Recompensat amb grans extensions de terra, va interessar-se per la cria de cavalls: desenvolupà el cavall Orlov, i popularitzà la raça de pollastre ara coneguda com a Orlov.
Es va implicar en operacions militars durant la guerra russoturca de 1768-74, organitzà la primera expedició a l'arxipèlag i comandà una esquadra de la Marina Imperial Russa. Va lluitar (i en va sortir victoriós) a la batalla de Çeşme contra una flota otomana el 5 de juliol de 1770, amb l'ajut de l'experiència naval britànica, i va rebre el dret d'afegir l'honorífic "Txesmenski" al seu cognom.També va ser guardonat amb l'Orde de Sant Jordi de Primera Classe. La seva expedició va desencadenar la revolta d'Orlov a Grècia, que malgrat els èxits inicials, no tingué el suport rus continuat, i finalment va ser esclafada pels otomans.Orlov va ser enviat com a plenipotenciari a les converses a Focșani el 1772, però la seva impaciència va provocar el trencament de les negociacions, la qual cosa va provocar la insatisfacció de l'emperadriu.
Caterina després va encarregar a Orlov que entrés en contacte amb Ielizaveta Alekséievna, una pretendent al tron que afirmava ser filla de l'emperadriu Isabel de Rússia i el seu amant Aleksei Razumovski, i que la lliurés a Rússia.Orlov ho va fer fent-se passar per partidari seu, i la va seduir amb èxit. Després la va atreure a bord d'un vaixell rus a Livorno el maig de 1775, on va ser arrestada per l'almirall Samuel Greig i portada a Rússia, on va ser empresonada i després va morir.
Poc després d'aquest servei, els Orlov van perdre el favor de la cort, i Aleksei i Grigori van ser destituïts dels seus càrrecs. Després de la mort de Caterina, Pau I va reenterrar Pere III. Per ordre de Pau, Aleksei Orlov va portar la corona imperial davant del taüt.Després d'això, Aleksei Orlov va abandonar Rússia i se'n va anar a l'estranger, enduent-se la seva filla amb ell. Amb l'arribada al tron de l'emperador Alexandre I, el comte i la seva filla van tornar de Dresden a Moscou, on es van instal·lar al palau Neskutxnoiea prop del Monestir de Donskoi.
Orlov va comandar la milícia del cinquè districte durant la Guerra de la Quarta Coalició el 1806-7, que es va crear gairebé íntegrament amb els seus diners.
El comte A. G. Orlov-Txesmenski va ser el primer a introduir a Rússia la "moda" del cant gitano, en el qual es va començar a interessar durant les campanyes militars contra Turquia. El 1774, va portar a Moscou el primer cor gitano de Valàquia a Moscou, la qual cosa va suposar el començament d'una actuació gitana professional a Rússia.
Aleksei Grigórievitx Orlov-Txesmenski va morir el 5 de gener [C.J. 24 de desembre de 1807] de 1808 a Moscou.

## Família
El 6 de maig de 1782 es va casar amb Ievdokia Nikolàievna Lopukhina. D'aquesta unió en nasqueren:
- Anna (1785-1488)
- Ivan (1786-1787). En néixer aquest nen, va morir Ievdokia Orlova.

Se sap que Aleksei Orlov va tenir un fill il·legítim, Aleksandr (1763-1820).